# Oriior
Oriior (2024) è il quattordicesimo album di Dvar.

## Il disco
«Music & texts inspired by DVAR» «2021-2024». Le tracce 17 Bahbiiloo e 18 Vah huvaa, sono indicate come «Bonus tracks 2005».

## Tracce
1. Vephiil – 1:56
2. Mideii – 2:42
3. Eli-Neyo – 3:10
4. Fozzih (feat. Bee Girl) – 2:46
5. Pleiir (già presente nell'album Madegirah II, 2023) – 2:11
6. Ko ki ki 2 ("Ko ki ki" nell'album Zii, 2008) – 0:38
7. Hharh – 1:15
8. Iih nuii – 3:15
9. Tah tuih – 3:18
10. Lii pii bii – 5:16
11. Dhar (in una differente versione nell'album El mariil, 2010) – 4:26
12. Ko ki ki 3 ("Ko ki ki" nell'album Zii, 2008) – 0:39
13. Oramah maalhur (in una differente versione nell'album Oramah maalhur, 2005) – 3:02
14. Ra ai-lu – 3:20
15. Delfijaah – 1:27
16. Seniiteyah – 1:15
17. Bahbiiloo (bonus track, 2005) – 1:40
18. Vah huvaa (bonus track, 2005) – 1:20